# 金石书派
金石书派 诞生于清末，以具金石之风且擅金石碑碣而得名。奠基人为清道人李瑞清，故该派书法又称李派书法或梅庵派书法。金石书派渊学承传，现代益盛。

## 主要特点
- 雄浑精博，熔铸古今
- 古朴超逸，平衡沉稳

## 代表人物
- 李瑞清
- 胡小石
- 柳詒徵
- 陈中凡
- 张大千
- 吕凤子
- 游寿
- 吴白匋
- 侯镜昶